# Metilenska grupa
U organskoj hemiji, metilenska grupa je deo molekula koji se sastoji od dva atoma vodonika vezana za atom ugljenika, koji je povezan sa ostatkom molekula putem dvostruke veze. Grupa se može napisati kao =CH2, gde '=' označava dvostruku vezu. Ovaj strukturni element se isto tako naziva metiliden.
Mnoga organska jedinjenja su imenovana i klasifikovana kao da su rezultat substituisanja metilenske grupe za dva susedna atoma vodonika nekog roditeljskog molekula (iako zapravo nisu formirana na taj način). Tako, na primer, metilenciklopropen je nazvan po ciklopropenu.
Metilensku grupu treba razlikovati od jedinjenja metilen, koje se isto tako naziva karben, čiji molekul je sama metilenska grupa. To jedinjenje se obično označava sa CH
2. Singlet pobuđenog izomera metilenskog jedinjenja ima sistematski naziv metiliden.
Imena "metilenska grupa" ili "premoštavajući metilen" se isto tako koriste za supstituent -CH
2-, koji ima istu kompoziciju kao metilenska grupa, ali je povezan jednostrukim vezama sa dva distinktna atoma u ostatku molekula. Verovatno je jasnije ovu jedinicu nazivati "metilenskim mostom" ili "metandiil" grupom da bi se razlikovala od dvostruko vezane metilenske grupe. Distinkcija je obično važna, pošto se dvostruka veza hemijski razlikuje od dve jednostruke veze.

## Literatura
- Lazár, Milan; Lazr̀, Milan (1989). Free radicals in chemistry and biology. Boca Raton: CRC Press.  0-8493-5387-4.